# 架空料金請求詐欺
架空料金請求詐欺（かくうりょうきんせいきゅうさぎ）、架空請求詐欺（かくうせいきゅうさぎ）とは、契約した覚えのないものをどこかで契約したかのように見せかけ、「架空」の名目で請求し、お金をだまし取ること。
特殊詐欺の手口の一つとされる。

## 概要
主に2つの手口があり、1つは手紙、はがきまたはメール（電子メール、SMS）などで、使った覚えのないアダルトサイトやツーショットダイヤルの情報料や利用料請求を行う手口である。もう1つはパソコンなどでウェブサイトを閲覧中に「ウイルスに感染しました」などと表示させて、サポート費用の請求を行う手口である。
メールで請求する場合、一見もっともらしい文面を用いるが、以下のような特徴があるため、十分に確認のこと。
- 宛先（受取人）に個人名（○○様など）が記載されていない。
  - 不特定多数に大量送信できるよう、意図的に受取人を省略している。
- 契約したはずのサイト名やURLが記載されていない。
  - サイト名やURLを特定できない以上、いつどのサイトで契約したのか確認のしようがない。
  - 確認しようとしても個人情報保護法を理由に確認出来ないと言われる（勿論、法の解釈はデタラメ）。
  - URLがSMSに記載されていても、偽サイト[5]。
- 差出人が企業名であるにもかかわらず、住所（所在地）が記載されていない。
  - 仮に住所が記載されていても、そこに当該のオフィスが存在するとは限らない。貸しオフィス、もしくは全くデタラメな住所が記載されている。
- 実在する企業名（実例・NTTファイナンス[6]）等であっても、通常とは異なる手続きで通知が送付・送信されている。
  - 民事訴訟の場合、裁判所から特別送達で通達される規定だが、法務省を装った詐欺組織から普通郵便で送られて来る[7]。
  - 電話番号が書かれていても公式なものではない。
- そもそも文法がおかしいものが多い。

地方自治体の振り込め詐欺防止条例では「架空の事実を口実とした料金を請求する文書等を送付して、現金を指定した預貯金口座に振り込ませるなどの手口による詐欺又は恐喝」や「架空の事柄を基に料金を請求する文書等を送付し、指定した預貯金口座に現金を振り込ませる等の態様の詐欺」と定義しているが、料金収納代行サービスを利用させたり、プリペイドカード・ギフトカード等をコンビニエンスストアのマルチメディアステーションで買わせる手口もある。
対応としては、原則として無視することが挙げられる。例外的に、少額訴訟や支払督促が本物の裁判所から通知が来た場合には強制執行されるなどの不利益を被るおそれがあることから「督促異議の申立て」を申し立てることが薦められる。
YouTubeやニコニコ動画を中心とした動画共有サイトで、架空請求とされる番号に騙された体で架電して業者の手口を引き出したり、金銭的に払えない等と困惑した体で業者の出方を伺う、中には弁護士を騙って（弁護士法74条1項及び軽犯罪法1条15号に抵触する可能性あり）専門用語や法律（電子消費者契約法等）の名前を出したりモノマネなどでふざけて撃退する、いわゆる電凸的なやり取りがしばしば見受けられる。
これらに対抗すべく、最近の架空請求は銀行振り込みから、送金記録が残りにくいギフトカード購入による支払い方法へ手口を変更しているケースが多い。
また、非通知による架電には反応しない業者や、特定のYouTuberやテレビ番組を名指しして警戒する組織が大半になってきている。
電話をかけてきて「介護施設（老人ホーム等）に入居したい人がいるので、あなたの名義を貸してください」などと依頼または「介護施設への入居権があなたに当たった。それを譲って欲しい」という電話をしておいて、関係者や弁護士・警察を名乗るものから「名義貸しは違法である」と告げることで解決金をせしめるケースもある(劇場型詐欺）。また特殊詐欺に引っかかった被害者に対して弁護士を名乗るものから「金を取り戻す」旨を告げさらに金を騙し取るケースもある。